# فرودگاه پورت‌سعید
فرودگاه پورت‌سعید (به انگلیسی: Port Said Airport) (به زبان بومی: El Gamil Airport) یک فرودگاه همگانی با کد یاتا PSD است که یک باند فرود آسفالته دارد و طول باند آن ۲٬۳۴۹ متر است. این فرودگاه در شهر پورت‌سعید کشور مصر قرار دارد و در ارتفاع ۲متری از سطح دریا واقع شده‌است.